# Виљијано-Бетолино (Милано)
Виљијано-Бетолино је насеље у Италији у округу Милано, региону Ломбардија.
Према процени из 2011. у насељу је живело 3266 становника. Насеље се налази на надморској висини од 101 м.